# 스톰 코로전
스톰 코로전(Storm Corrosion)은 스웨덴의 프로그레시브 메탈 밴드 오페스의 미카엘 오케르펠트와 영국인 음악가이자 프로그레시브 록 밴드 포큐파인 트리의 프론트맨 스티븐 윌슨 사이의 음악 콜라보레이션이다. 오케르펠트와 윌슨은 2001년 윌슨이 오페스의 5번째 정규 음반 Blackwater Park의 프로듀서를 맡으면서부터 서로 여러 음악적 교류를 주고 받은 사이이다. 둘은 2010년에 함께 새 음악 프로젝트를 위한 곡을 쓰기 시작했고 2012년 5월 8일 로드러너 레코드를 통해 그들의 첫 정규 셀프 타이틀 음반을 낸다.
Storm Corrosion 음반은 비평가들로부터 호평을 받았고 오케르펠트와 윌슨에게 음악에 대한 관점을 전환시키게 되는 계기가 되었다. 그들은 이 프로젝트가 프로그레시브 메탈 슈퍼그룹이 되는 것을 원치 않았고 코머스나 스콧 워커와 같은 난해한 음악 세계를 탐구하는 기회로 사용했다. 음반에 대한 투어나 라이브 공연 일체 행해지지 않았으며 둘은 각자의 음악으로 다시 돌아가는 결단을 내리면서 이후 음반에 대한 계획은 전혀 없는 것으로 알려졌다.

## 역사

### 결성

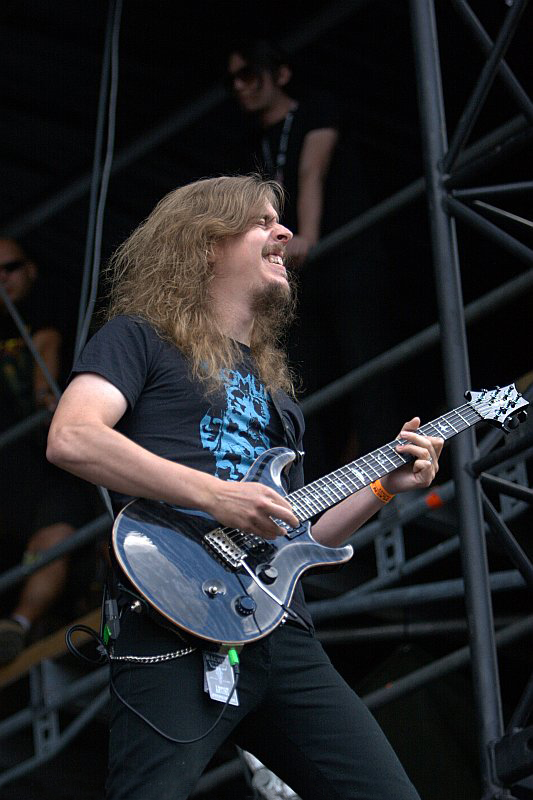
2006년의 미카엘 오케르펠트

미카엘 오케르펠트는 그의 절친인 요나스 렝크세가 포큐파인 트리의 음반 The Sky Moves Sideways에 스티븐 윌슨과 함께 참여한 이후, 1990년대 중반에 스티븐 윌슨과 서로 알게 되었다. 몇 년 뒤, 한 프랑스 저널리스트로부터 오페스의 음반 Sill Life 한 장을 받게 된 윌슨은 오케르펠트에게 한 통의 이메일을 보냈다. 그 둘은 런던에서 저녁식사를 하게 되었고 오케르펠트는 윌슨에게 다음 오페스의 음반의 프로듀싱 작업을 요청했다. 또한 그들은 그 자리에서 어느 콜라보레이션에 대하여 대화를 나누게 된다.
런던에서의 만남 이후, 그들은 오랫동안 음악적 교류를 주고받는다. 윌슨은 오페스의 음반 Blackwater Park, Deliverance, Damnation의 프로듀싱 작업을 맡았고 Heritage, Damnation, Pale Communion의 믹싱 작업을 맡았다. 2002년, 오케르펠트는 포큐파인 트리의 8번째 음반 Deadwing의 몇 수록곡에 보컬과 기타 파트로 참여한다. 포큐파인 트리와 오페스는 또한 2003년 여름 북미 투어에서 공동 헤드라이너를 장식했다. 비록 콜라보레이션 소식은 2006년 초반에 전해졌지만, 실제로 작곡과 초기 기초작업들이 끝나게 된 것은 2010년 3월이었다. 원래는 드림 시어터의 전 드러머 마이크 포트노이가 참여하기로 되어있었으나 오케르펠트와 윌슨은 이 프로젝트의 음악에 드럼이 어울리지 않는다고 생각하여 제외되었다. 2011년 초, 프로젝트의 이름이 '스톰 코로전' 이라고 발표되었다.

### Storm Corrosion(2010-2012)
약 1년 이상의 작곡 기간 이후, 스톰 코로전의 첫 음반이 2011년 9월에 완성되었다. 2012년 2월, 그들이 로드러너 레코드와 계약했고 음반이 셀프타이틀 음반이 될 것이며 4월 24일에 발매된다는 소식이 전해졌다. 그러나 발매일은 5월 8일로 늦춰졌다. 음반 작업에서 오케르펠트는 기타를, 윌슨은 키보드와 곡 정렬을 맡았다. 비록 음반의 15~20%정도를 차지하긴 했으나 포큐파인 트리의 드러머 개빈 해리슨이 드럼 파트를 녹음했다. 음반 제작 과정에 대해 오케르펠트와 윌슨은 대체로 긍정적이었으며 음악적 견해 충돌 또한 없었으며 작업 분배 또한 정확히 반반으로 나눠서 했다고 한다. 윌슨은 이 음반이 모두 2011년과 2012년 사이에 발매된 오페스의 Heritage, 윌슨의 단독 음반 Grace for Drowning의 뒤를 이은 삼부작의 마지막 작품이라고 했다.
Storm Corrosion의 홍보에 쓰인 첫 곡은 "Drag Ropes"로, 4월 24일 유튜브를 통해 공개되었다. 음반은 비평가들로부터 호평을 받았고 클래식 록 잡지에서 음반이 프록 잡지의 '올해의 음반' 부문에 노미네이트되었다는 소식을 전했으며, 2012년 그래미 어워드에서 '최고의 서라운드 사운드 음반' 부문에 또한 노미네이트되었다. 오케르펠트와 윌슨은 이 음반에 대한 어떤 투어나 라이브 공연도 하지 않기로 했다. (그러나 윌슨은 Hand. Cannot. Erase. 투어를 다닐 때 몇몇 단독 공연에서 "Drag Ropes"를 연주하기도 했다.) 둘은 다시 함께 작업하는 것에 대하여 긍정적인 반응을 보였으나 스톰 코로전의 새 음반 계획은 없다고 한다.

## 음악적 성향

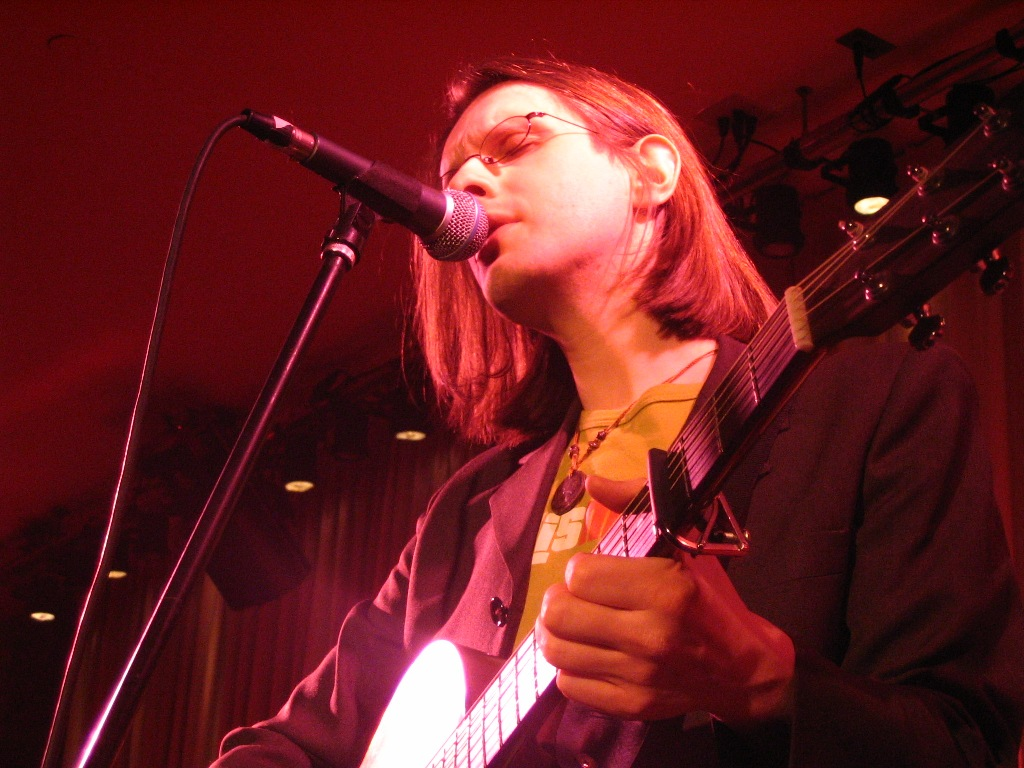
2005년의 스티브 윌슨

미카엘 오케르펠트와 스티븐 윌슨은 서로 각각 헤비 메탈과 프로그레시브 록 계에서 알아주는 인사들이었다. 그럼에도 그들은 스톰 코로전이 프로그레시브 메탈 슈퍼그룹이 되는 것을 원치 않았다. 프로젝트 준비 중 초기 인터뷰에서, 윌슨은 그나 오케르펠트나 여태껏 하지 않았던 음악을 할 것이라고 말했으며 이는 팬들의 예상을 빗나간 발언이었다. (팬들은 이 음반이 Damnation과 비슷한 경우일 것이라고 생각했다.) 대신 그들은 이 프로젝트를 코머스, 포폴 부, 유니버스 제로, 스티브 레이치, 데이비드 크로스비, 톡 톡, 스콧 워커의 음악처럼 난해한 음악을 탐구하는 기회로 삼을 것이라고 했다.
스톰 코로전의 음악은 앰비언트적이고 서사적이며 매혹적이고 오케스트라적이라고 묘사될 수 있다. 음반 발매 이후 오케르펠트는 언론에서 그들의 음악에 대하여, "약간은 소름이 돋고, 진이 빠지고, 심오하고 꽤나 강렬하다."라고 묘사했다. '페이스 컬처'와의 인터뷰에서 윌슨은 음반에 대해, "감미롭고, 낯설며, 혼란스럽다."라고 묘사했다. 비평가들은 음반의 음악에 대하여, "음악에서 1970년대의 마약으로부터 나온 실험적 아방가르디즘으로 회귀하게 만드는 으스스한 우울함이 느껴진다.", "불안정하며 실험적이다", "물 흐르는 듯 하며 포크 음악에 영향을 받은 포괄적인 음악."이라고 묘사했다.

## 디스코그래피
| 연도 | 음반                                                               | 차트 최고 성적 | 차트 최고 성적 |
| 연도 | 음반                                                               | 영국           | 미국           |
| ---- | ------------------------------------------------------------------ | -------------- | -------------- |
| 2012 | Storm Corrosion - 발매일: 2012년 5월 7일 - 레이블: 로드러너 레코드 | 45             | 47             |